# Premier League Malti 1970-1971
Il campionato era formato da otto squadre e lo Sliema Wanderers vinse il titolo. Non vi furono retrocessioni.

## Classifica finale
| Pos. | Squadra          | G  | V | N | P  | GF | GS | Punti |
| ---- | ---------------- | -- | - | - | -- | -- | -- | ----- |
| 1    | Sliema Wanderers | 14 | 7 | 6 | 1  | 17 | 5  | 20    |
| 2    | Marsa F.C.       | 14 | 7 | 6 | 1  | 15 | 6  | 20    |
| 3    | Gzira United     | 14 | 6 | 5 | 3  | 16 | 11 | 17    |
| 4    | Hibernians F.C.  | 14 | 6 | 4 | 4  | 12 | 8  | 16    |
| 5    | Valletta F.C.    | 14 | 6 | 3 | 5  | 11 | 9  | 15    |
| 6    | Floriana         | 14 | 4 | 5 | 5  | 17 | 15 | 13    |
| 7    | Qormi F.C.       | 14 | 2 | 2 | 10 | 7  | 23 | 6     |
| 8    | Zebbug Rangers   | 14 | 2 | 1 | 11 | 11 | 29 | 5     |

### Spareggio per il titolo
- Sliema Wanderers 3-0 Marsa F.C.